# Импульсный диод
И́мпульсный дио́д — диод, предназначенный для работы в высокочастотных импульсных схемах.
Обычно представляет собой полупроводниковый диод с p-n-переходом, оптимизированный по собственной ёмкости корпуса, барьерной ёмкости и имеющий малое время восстановления обратного сопротивления (рассасывания неосновных носителей, накопленных в базе диода при прямом токе).
Для уменьшения собственной ёмкости при изготовлении умышленно уменьшают площадь p-n-перехода и для снижения времени жизни неосновных носителей применяют сильно легированные полупроводниковые материалы, например, кремний легируют золотом для снижения времени обратного восстановления, поэтому импульсные диоды имеют невысокие предельные импульсные токи (до сотен мА) и небольшие предельные обратные напряжения (до десятков вольт), а также увеличенные обратные токи.
Также выпускаются импульсные диоды с барьером Шоттки.
Типичная барьерная ёмкость импульсного диода менее единиц пикофарад и время восстановления обратного сопротивления обычно не более 4 нс.
Принцип действия импульсного диода не отличается от принципа действия обычного выпрямительного полупроводникового диода с p-n-переходом, при приложении прямого напряжения диод хорошо проводит электрический ток. При смене полярности приложенного напряжения диод запирается. Запирание происходит не сразу, сначала происходит резкое увеличение обратного тока, затем, после рассасывания неосновных носителей, восстанавливается высокое сопротивление p-n-перехода и диод запирается.

## Применение
Импульсные диоды применяют в сверхбыстродействующих импульсных ключевых схемах, например, в логических схемах.
Также их применяют в формирователях субнаносекундных импульсов, например, при формировании строб-импульсов в стробоскопических осциллографах, так называемые диоды с быстрым обратным восстановлением (импульсные диоды с накоплением заряда). Принцип формирования субнаносекундных импульсов основан на том, что восстановление обратного сопротивления после рассасывания неосновных носителей происходит за очень короткое время, существенно короче чем длительность фронта смены полярности, таким образом, затянутый фронт укорачивается.